# Nicolaus Bothvidi Rising
Nicolaus Bothvidi Rising, född 1636 i Hällestads församling, Östergötland, död 1683 i Åsbo församling, Östergötlands län, var en svensk präst.

## Biografi
Nicolaus Bothvidi Rising föddes 1636 i Hällestads församling. Han var son till kontraktsprosten Botvidus Risingius och Margareta Prytz. Rising blev 1661 student vid Uppsala universitet. År 1664 blev han kollega vid Linköpings trivialskola. Han prästvigdes 8 juli 1670 och blev 26 mars 1673 kyrkoherde i Åsbo församling, tillträdde samma år. Rising avled 1683 i Åsbo församling.

### Familj
Rising gifte sig 1673 med änkan Magdalena Eosander (1641–1711) efter kyrkoherden Petrus Haquini Warelius. Hon var dotter till kyrkoherden Johannes Nicolai Eosander och Elisabet Trana i Åsbo församling. De fick tillsammans barnen Elisabet Rising (född 1674), lektorn Botvid Rising (född 1676) i Linköping, Petrus Rising (1678–1678) och Magdalena Rising (född 1679) som var gift med inspektorn Jonas Persson Dahlgren på Ingemarstorp.